# Pseudoperma
Pseudoperma – rodzaj chrząszczy z rodziny kózkowatych i podrodziny zgrzypikowych.

## Zasięg występowania
Przedstawiciele tego rodzaju występują w południowej Brazylii.

## Systematyka
Do Pseudoperma należą 3 gatunki:
- Pseudoperma chalcogramma
- Pseudoperma lingafelteri
- Pseudoperma patruelis